# Natriumniobat
Natriumniobat, NaNbO3, ist eine chemische Verbindung aus Natrium, Niob und Sauerstoff, vergleichbar Kaliumniobat. Die Verbindung ist wasserunlöslich und wird beim Abkühlen unter −200 °C ferroelektrisch.

## Eigenschaften
Natriumniobat kristallisiert in einer dem Perovskit vergleichbaren Kristallstruktur. Es geht bei Temperaturänderungen verschiedene Phasenänderungen ein. Es sind insgesamt sieben verschiedene Phasen bei unterschiedlichen Temperaturen bekannt. Bei Raumtemperatur ist eine monokline Kristallstruktur mit den Gitterparametern a = 551 pm, b = 557 pm, c = 1552 pm sowie β = 89,94° stabil. Unterhalb von −80 °C ist eine rhomboedrische Struktur stabiler, beim Erhitzen über 370 °C wandelt sich die Struktur in eine orthorhombische Kristallstruktur um. Nach zwei weiteren Phasenübergängen bei 480 und 520 °C, bei denen die orthorhombische Zelle erhalten bleibt, wandelt sich das Kristallsystem bei 575 °C in ein tetragonales um. Die letzte Phasenänderung erfolgt bei 640 °C, oberhalb dieser Temperatur kristallisiert Natriumniobat in einer kubischen Kristallstruktur.

## Vorkommen
Drei der Modifikationen des Natriumniobat konnten als natürliche Mineralbildungen nachgewiesen werden. Die orthorhombische Modifikation ist als Lueshit, die kubische als Isolueshit und die trigonale als Pauloabibit bekannt. Ein weiteres mögliches Mineral ist der monoklin kristallisierende Natroniobit, dessen Status allerdings bisher noch fraglich ist.

## Herstellung
Natriumniobat kann durch Festkörper- oder Schmelzenreaktion von Natriumcarbonat oder -hydroxid mit Niob(V)-oxid gewonnen werden.
{\displaystyle \mathrm {Na_{2}CO_{3}+Nb_{2}O_{5}\longrightarrow 2\ NaNbO_{3}+CO_{2}\uparrow } }
{\displaystyle \mathrm {2\ NaOH+Nb_{2}O_{5}\longrightarrow 2\ NaNbO_{3}+H_{2}O} }

## Verwendung
Aufgrund der starken Ausprägung von ferroelektrischen Eigenschaften kann ein Kalium-Natriumniobat zur Herstellung von Piezoaktoren für KfZ-Anwendungen (Common-Rail-Injektoren) verwendet werden. Dies ist von Bedeutung, da bisher Blei-Zirkonat-Titanat (PZT) für solche verwendet wird und Automobile in Zukunft ohne Schwermetalle produziert werden sollen.
Ein weiterer Vorteil ist der stark ausgeprägte d33-Effekt (Ausdehnung in Feldrichtung, siehe Piezoeffekt) mit ca. 300 pm/V.